# 別爾利亞德卡
48°48′49″N 27°46′53″E / 48.81361°N 27.78139°E
別爾利亞德卡（烏克蘭語：Берлядка），是烏克蘭的村落，位於該國西南部文尼察州，由莫希利夫-波季利斯基區負責管轄，面積0.99平方公里，海拔高度289米，2001年人口315。